# Brianté Weber

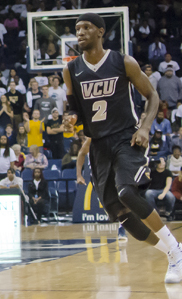
Brianté Weber em 2014

Brianté Weber (Chesapeake, 29 de dezembro de 1992) é um jogador norte-americano de basquete profissional que atualmente joga pelo Sioux Falls, disputando a G League (NBA).